# 하야시 고헤이
하야시 고헤이(일본어: 林 晃平, 1978년 6월 27일 ~ )는 일본의 전 축구 선수이다.

## 구단 경력
과거 감바 오사카, 콘사돌레 삿포로, 가와사키 프론탈레, 몬테디오 야마가타에서 활동하였다.